# Christina Bjørkøe
Christina Bjørkøe (* 1970 in Kopenhagen) ist eine dänische Pianistin.

## Leben
Christina Bjørkøe erhielt ihren ersten Klavierunterricht im Alter von fünf Jahren bei ihrer Mutter. 1978 wurde sie Schülerin von Therese Koppel, die sie bis 1990 unterrichtete. Sie setzte ihr Studium bei Seymour Lipkin an der Juilliard School in New York und bei Anne Øland an der Royal Danish Academy of Music in Kopenhagen fort, wo sie 1987 ihr Debüt als Solistin gab.
Sie trat als Solistin und Kammermusikerin an verschiedenen Orten in Dänemark auf, darunter in der Tivoli Concert Hall mit einer großen Beethoven-, einer Chopin- und einer Schubert-Reihe, und hat auch  in China, in Schweden, in Polen, in Deutschland, in der Tschechischen Republik, in Frankreich und in den USA konzertiert. Christina Bjørkøe ist mit mehreren dänischen Orchestern, mit der Tschechischen Kammerphilharmonie, mit dem Recife Festival Orchestra in Brasilien, mit dem Malmö Symphony Orchestra Schweden und dem Island Philharmonic Orchestra aufgetreten und hat  Sänger bei Liederabenden in Kroatien, in Spanien, in Deutschland und in Südamerika begleitet.
Christina Bjørkøe ist Assistenzprofessorin an der Carl Nielsen Academy of Music Odense.

## Auszeichnungen
1987 und 1990 gewann Christina Bjørkøe jeweils den ersten Preis im „Steinway-Wettbewerb“. 1995 vertrat sie in Dänemark als Finalistin im „Nordic Soloist Competition“ in Reykjavík. Sie erhielt mehrere Preise und Stipendien (z. B. das „Victor Borges Legat“ im September 1994, das „Carl Nielsens Rejselegat“ im Juni 1995, den „Bikubens Kammermusikpris“ im August 1995, den „Ännchen og Eigil Harbys Fond“ im Oktober 1995 und den „Gladsaxe Musikpreis“ im Februar 2000).

## Diskografie
Christina Bjørkøes Einspielung von Knudåge Risagers Klaviermusik für Dacapo erhielt den „Danish Music Award 2005“ als Solo-Aufnahme des Jahres. Ebenfalls auf Dacapo veröffentlichte sie Solo- und Kammermusik von Herman D. Koppel und Niels Viggo Bentzon. Außerdem hat sie die Klaviermusik von Carl Nielsen für CPO eingespielt.